# Christoph Weiß (Schriftsteller)
Andreas Philipp Christoph Weiß (auch Andreas Christoph Weiß; * 21. Oktober 1813 in Ermreuth; † 2. Oktober 1883 in Nürnberg) war ein deutscher Kunstdrechsler und Schriftsteller.

## Leben
Weiß war der Sohn eines Barbiers, der kurz vor der Geburt des Kindes in der Völkerschlacht bei Leipzig fiel. Der Sohn wuchs bei seiner Mutter und der Großmutter auf. Über seine Tante kam er zum Grafen von Pückler-Limpurg auf das Schloss in Burgfarrnbach. Dort sollte er eine gute Ausbildung erhalten, allerdings starb der Graf früh. Deshalb besuchte Weiß den Unterricht in einer Nürnberger Volksschule und begann im 14. Lebensjahr eine Lehre bei einem Barbier. Es zeigte sich, dass ihm dieser Beruf nicht lag. Deshalb wechselte er zu einem Drechsler. Nach vierjähriger Lehrzeit ging er auf Wanderschaft.
Weiß kehrte nach Nürnberg zurück und war dort Kunst- und Perlmuttdrechsler sowie Schriftsteller in Mundart und auf Hochdeutsch. 1841 wurde er Mitglied des Literarischen Vereins in Nürnberg und 1874 des Pegnesischen Blumenordens. Er wurde auf dem Nürnberger Johannisfriedhof beigesetzt. Sein Grabstein ist dort noch zu sehen.
Die Christoph-Weiß-Straße in Nürnberg ist nach ihm benannt.

## Werke
- Gedichte, Nürnberg 1845.
- Blüthen und Dornen. Ein lyrisch-episches Zeitbild aus dem 16. Jahrhundert, 1853.
- Der lustige Essenschmied. Ein Wander- und Stromerleben in poetischen Bildern 1858.
- mit Julius Merz: Dir. Ein Liedercyklus, 1857.
- Der kleine Käsperle. Eine ernste und lustige Geschichte zur Belehrung und Unterhaltung für brave Kinder, Fürth 1859.
- Kinderfreuden. Ein Bilderbüchlein für die lieben Kleinen. Mit 8 in Tongedruckten colorirten Bildern und passenden Gedichtchen, Nürnberg 1880.